# Michaił Iowczuk
Michaił Iovczuk (ros.: Михаи́л Три́фонович Иовчу́к; ur. 6 listopada 1908 r., zmarł 9 stycznia 1990 roku w Moskwie) – radziecki filozof i działacz partyjny. Doktor nauk filozoficznych, profesor, członek korespondent RAN, specjalista od historii filozofii rosyjskiej. W roku 1926 wstąpił do Komunistycznej Partii Związku Radzieckiego. Ukończył studia na wydziale filozoficznym Akademii Wychowania Komunistycznego w 1931 roku. Następnie zajmował się działalnością polityczną oraz pracował jako wykładowca na różnych uniwersytetach, m.in. na Moskiewskim Uniwersytecie Państwowym. Prace Michaiła Jowczuka przetłumaczono na kilka języków obcych. W latach 1970–1977 rektor Akademii Nauk Społecznych przy KC KPZR (obecnie przekształconej w  Rosyjską Akademię Gospodarki Narodowej i Administracji Publicznej przy Prezydencie Federacji Rosyjskiej. Pochowany na Cmentarzu Wwiedieńskim w Moskwie.

## Publikacje
Przekłady na język polski
- Krótki zarys historii filozofii. Pod redakcją M.T. Jowczuka, T.I. Ojzermana, I.J. Szczipanowa. Przeł. Marian Drużkowski i in.. Wyd. I. Warszawa: Książka i Wiedza, październik 1965. (pol.). Brak numerów stron w książce
- M. T. Jowczuk et al.: Historia filozofii. Lata czterdzieste - dziewięćdziesiąte XIX w.. Red. M. A. Dynnik et al. ; tł. Zygmunt Ziembiński i Jerzy Wierzchowski. Cz. 2. Warszawa: Książka i Wiedza, 1966. (pol.). Brak numerów stron w książce
- Krótki zarys historii filozofii. Pod redakcją M.T. Jowczuka, T.I. Ojzermana, I.J. Szczipanowa. Przeł. Marian Drużkowski i in.. Wyd. II, poprawione i uzupełnione. Warszawa: Książka i Wiedza, listopad 1969. (pol.). Brak numerów stron w książce